# マリー・ストープス

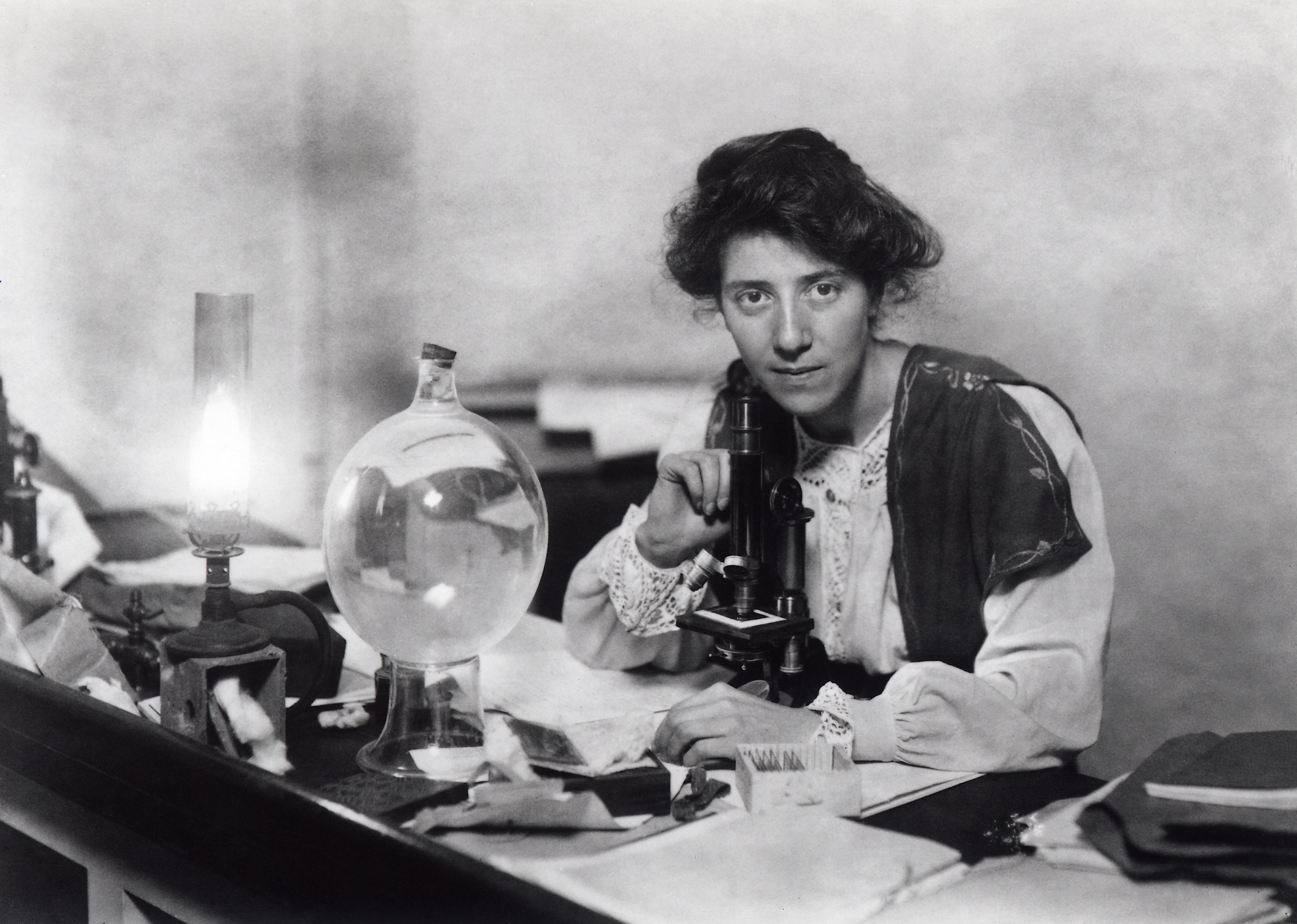
マリー・ストープス(1904年)

マリー・ストープス（Marie Carmichael Stopes、1880年10月15日 - 1958年10月2日）は、スコットランドの植物学者、作家、女性運動家である。

## 略歴
エディンバラに生まれた。父親は人類学者のヘンリー・ストープスで、母親のシャーロット・カーマイケル＝ストープスは有名なシェークスピアの専門家で、スコットランドで最初に大学教育を受けた女性である。ロンドンで育ち、12歳まで母親から教育を受けた。エディンバラのSt. George Schoolで学んだ後、女子校のノース・ロンドン・コレジエイト校を卒業した。ユニヴァーシティ・カレッジ・ロンドンで、植物学、地質学を学ぶことを許された。古生代の地層から新たに発見された植物化石に強い関心をもった最初の女性となり、その化石の研究は高い評価を得た。
植物学と地質学、地理学の学位を得た後、ルートヴィヒ・マクシミリアン大学ミュンヘンの植物学研究所に進み、1904年に自然科学の博士号を取得した。博士論文のテーマは、ソテツやシダの種子の構造に関するもので、絶滅したシダ種子類 (Pteridospermae)の確立に重要な役割を果たした。1904年にマンチェスター大学の最初の女性科学研究者となった。1904年にミュンヘンで知り合った、日本人植物学者、藤井健次郎について、来日し2年間日本で共同研究し中生代後期の地層からの新種の植物化石を藤井と記載した。1908年にイギリスに戻り、再びマンチェスター大学で働いた。カナダの地質調査や、ランカスターの植物化石の有名な産地のFern Ledgesなどで仕事をした。1913年からユニヴァーシティ・カレッジ・ロンドンの古植物学の講師を7年間、務めた。著書に 『白亜紀の植物』（"Cretaceous Flora":1913年-1915年）や"The constitution of Goal"（ 1918年）、"Fuel"（1935年）などがある。1909年にロンドン・リンネ協会の会員となった。
1911年、カナダの植物学者レジナルド・ラグルス・ゲイツと結婚したが、1916年に離婚。不幸な結婚生活の経験から、性の問題について研究し、産児制限運動や性教育に取り組んだ。この分野で、家族計画に関する著作『結婚愛』（"Married Love":1918年）や『賢明な親』（"Wise Parenthood":1918年）があり、13の言語に翻訳され、数100万部を売り上げるベストセラーとなった。

## マリー・ストープスの滞日
ストープスはミュンヘン大学で知り合った藤井健次郎の帰国を追う形で、1907年、27歳で単身来日した。来日費用は王立協会から北海道での白亜紀被子植物探索調査の名目で支給された。東京大学で講義をし、小石川植物園に化石研究の施設を整える一方、北海道で単身、化石採集を行った。明治時代の北海道を若い白人女性が化石採集するのは、センセーショナルで、新聞に取り上げられ、警官の護衛がついたとされる。滞日中の記録は、『日本日記』（A Journal From Japan）に残され、北海道以外に房総半島の旅行の記録や日本の風俗などが記録されている。藤井と共著で「白亜紀植物の構造と類縁に関する研究」を発表した。この研究には、白亜紀の単子葉類の子房の化石、クレトオパリウム（Cretovarium）が記載されている。
滞日中のエピソードとしては、大使館の夜会にでるのにピンクのドレスを着て自転車で出かけたり、日本科学界の重鎮、桜井錠二男爵に可愛がられ、謡いの名手だった男爵から能の手ほどきを受け、能の公演にも招待された。帰国後王立協会で能の名作「隅田川」を朗読し、『日本の古典劇・能』(“Plays of Old Japan (The NO)”)を1912年にロンドンで出版した。

## 著作
- Marie Stopes: Married Love. Fifield and Co., London 1918, ISBN 0192804324.
- Marie Stopes: Wise Parenthood. Rendell & Co., London 1918, ISBN 0659905523.
- Marie Stopes: Botany The Modern Study of Plants. The People's Books, London 1910?.
- Cretaceous Flora
- The Study of Plant Life for Young People
- Ancient Plants (1910)
- A Journal from Japan
- A letter to Working Mothers (1919)
- Radiant Motherhood (1920)
- Contraception: Its Theory, History, and Practice (1923)